# Макклюр, Кэндис
Кэндис Макклюр (англ. Kandyse McClure, род. 22 марта 1980) — канадская актриса.

## Жизнь и карьера
Кэндис Макклюр родилась в Дурбане, Южно-Африканская Республика, но будучи ребёнком переехала в Ванкувер, Канада, где окончила среднюю школу. В конце девяностых она начала свою карьеру актрисы, а в 2000 году получила первую регулярную роль на телевидении, в подростковом сериале «Выше земли»
Дальше, спустя два года, она сыграла роль Сью Снелл в экранизации романа Стивена Кинга «Кэрри».
Макклюр наиболее известна благодаря своей роли офицера Анастасии Дуалла в сериале «Звёздный крейсер «Галактика»» (2004—2009), а также одноимённом мини-сериале. Помимо этого она появилась в порядке пятидесяти телешоу начиная на протяжении своей карьеры, в числе которых были второстепенные роли в сериалах «Иеремия», «Следствие ведет Да Винчи» и «Жнец», а также эпизодические появления в «За гранью возможного», «Тёмный ангел», «Андромеда», «Тайны Смолвиля» и «Люди Альфа».
Макклюр была регулярным членом актёрского состава закрытого после одного сезона сериала «Неизвестные лица» в 2010 году. В 2013 году она играет очередную второстепенную роль в сериале «Хемлок Гроув».

## Личная жизнь
Замужем за музыкантом Яном Сайленцем Ли.

## Фильмография

### Телевидение
- Выше земли (22 эпизода, 2000)
- За гранью возможного (1 эпизод, 2001)
- Тёмный ангел (2 эпизода, 2002)
- Иеремия (7 эпизодов, 2002)
- Сумеречная зона (1 эпизод, 2003)
- Закон Лос-Анджелеса (телефильм, 2002)
- Голливудские жены (телефильм, 2003)
- Звёздный крейсер «Галактика» (мини-сериал, 2003)
- Андромеда (1 эпизод, 2004)
- Следствие ведёт Да Винчи (16 эпизодов, 2000—2005)
- Тайны Смолвиля (1 эпизод, 2005)
- Уистлер (6 эпизодов, 2006)
- Звездный крейсер Галактика: Лезвие (телефильм, 2007)
- Жнец (3 эпизода, 2008)
- Убежище (3 эпизода, 2008)
- Звёздный крейсер «Галактика» (54 эпизода, 2004—2009)
- Дети кукурузы (телефильм, 2009)
- Список клиентов (телефильм, 2010)
- Неизвестные лица (9 эпизодов, 2010)
- Люди Альфа (1 эпизод, 2011)
- Хемлок Гроув (4 эпизода, 2013)
- Сверхъестественное (1 эпизод, 2016)
- Хороший доктор (2 эпизода, 2017—2018)
- Призрачные войны (8 эпизодов, 2017—2018)

### Фильмы
- Ромео должен умереть (2000)
- Агент по кличке Спот (2001)
- Кэрри (2002)
- Коул (2009)
- День матери (2010)
- Сломанное королевство (2012)
- Аладдин и смертельная лампа (2012)
- Седьмой сын (2015)
- Бойся желаний своих (2015)